# Gran Premi de San Marino de 2003
Resultats del Gran Premi de San Marino de la temporada 2003 disputat a l'Autòdrom Enzo e Dino Ferrari el 20 d'abril del 2003.

## Classificació
| Pos | No | Pilot                 | Equip              | Voltes | Temps/ Retirada   | Pos. de sortida | Punts |
| --- | -- | --------------------- | ------------------ | ------ | ----------------- | --------------- | ----- |
| 1   | 1  | Michael Schumacher    | Ferrari            | 62     | 1h 28' 12. 0      | 1               | 10    |
| 2   | 6  | Kimi Räikkönen        | McLaren - Mercedes | 62     | + 1.8 s           | 6               | 8     |
| 3   | 2  | Rubens Barrichello    | Ferrari            | 62     | + 2.2 s           | 3               | 6     |
| 4   | 4  | Ralf Schumacher       | Williams - BMW     | 62     | + 8.8 s           | 2               | 5     |
| 5   | 5  | David Coulthard       | McLaren - Mercedes | 62     | + 9.4 s           | 12              | 4     |
| 6   | 8  | Fernando Alonso       | Renault            | 62     | + 43.6 s          | 8               | 3     |
| 7   | 3  | Juan Pablo Montoya    | Williams - BMW     | 62     | + 45.2 s          | 4               | 2     |
| 8   | 17 | Jenson Button         | BAR - Honda        | 61     | + 1 Volta         | 9               | 1     |
| 9   | 20 | Olivier Panis         | Toyota             | 61     | + 1 Volta         | 10              |       |
| 10  | 9  | Nick Heidfeld         | Sauber - Petronas  | 61     | + 1 Volta         | 11              |       |
| 11  | 10 | Heinz-Harald Frentzen | Sauber - Petronas  | 61     | + 1 Volta         | 14              |       |
| 12  | 21 | Cristiano da Matta    | Toyota             | 61     | + 1 Volta         | 13              |       |
| 13  | 7  | Jarno Trulli          | Renault            | 61     | + 1 Volta         | 16              |       |
| 14  | 15 | Antônio Pizzonia      | Jaguar - Cosworth  | 60     | + 2 Voltes        | 15              |       |
| 15  | 11 | Giancarlo Fisichella  | Jordan - Ford      | 57     | + 5 Voltes        | 17              |       |
| Ret | 14 | Mark Webber           | Jaguar - Cosworth  | 54     | Palier            | 5               |       |
| Ret | 12 | Ralph Firman          | Jordan - Ford      | 51     | Pèrdua d'oli      | 19              |       |
| Ret | 19 | Jos Verstappen        | Minardi - Cosworth | 38     | Part elèctrica    | 20              |       |
| Ret | 18 | Justin Wilson         | Minardi - Cosworth | 23     | Prob. combustible | 18              |       |
| Ret | 16 | Jacques Villeneuve    | BAR - Honda        | 19     | Motor             | 7               |       |

## Altres
- Pole: Michael Schumacher 1' 22. 327
- Volta ràpida: Michael Schumacher 1' 22. 491 (a la volta 17)